# Leptanilla revelierii
Leptanilla revelierii är en myrart som beskrevs av Carlo Emery 1870. Leptanilla revelierii ingår i släktet Leptanilla och familjen myror. Inga underarter finns listade i Catalogue of Life.

## Bildgalleri

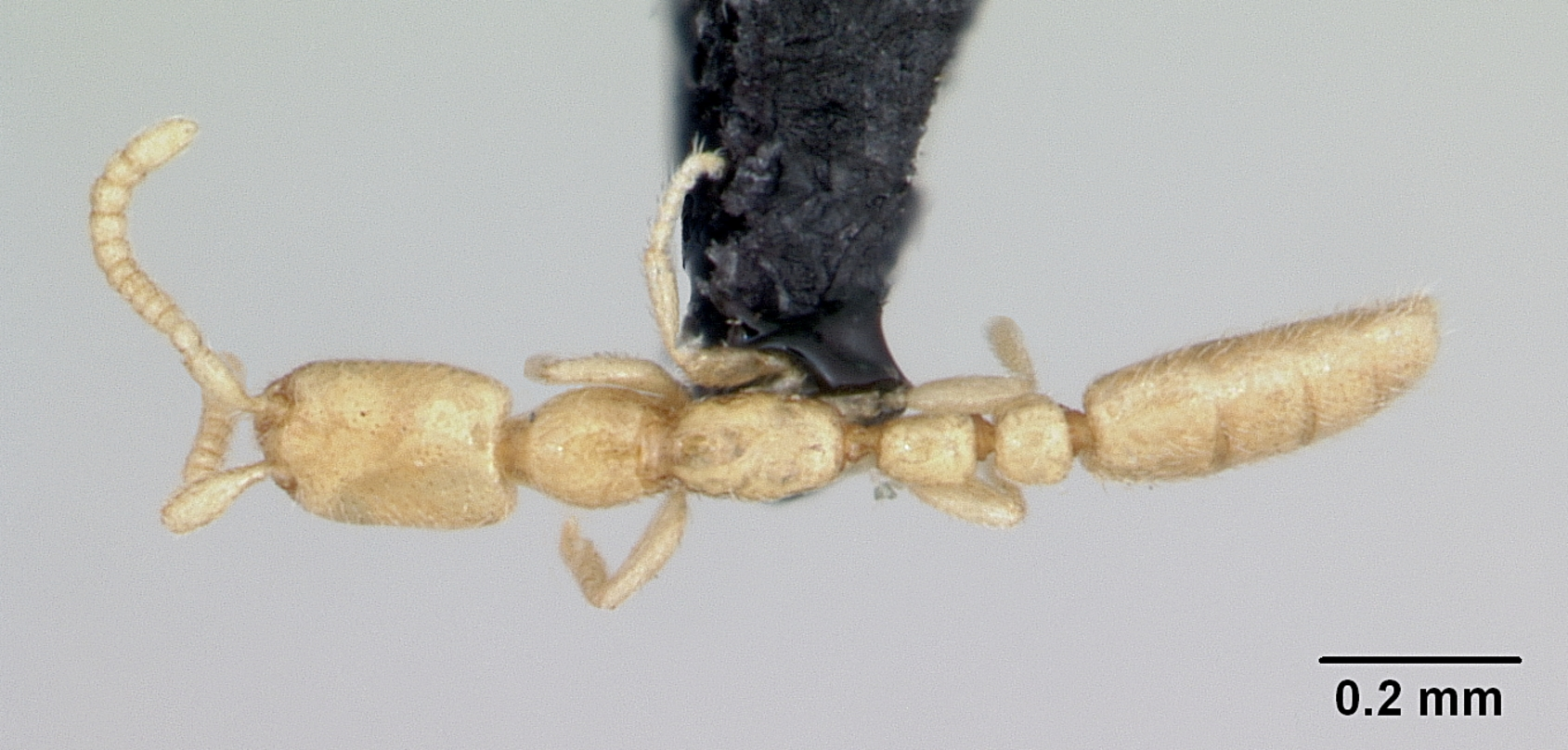
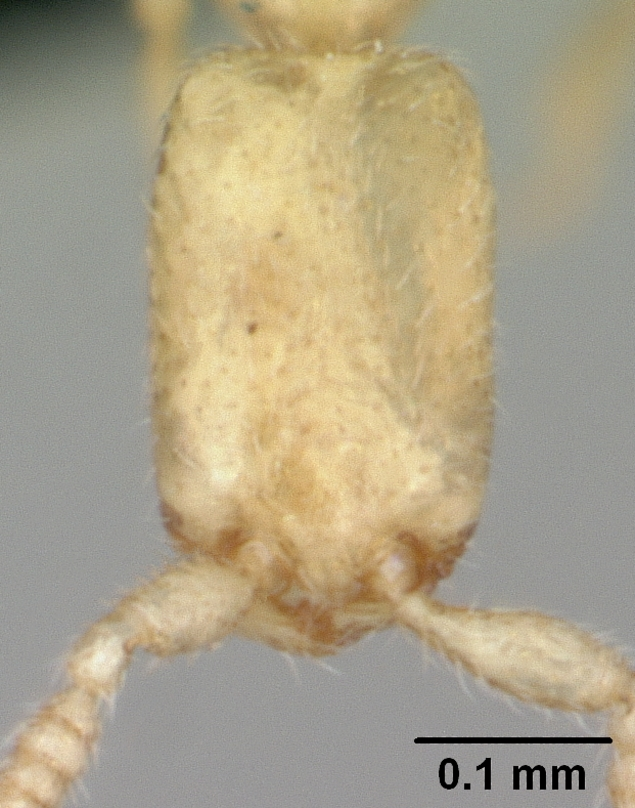
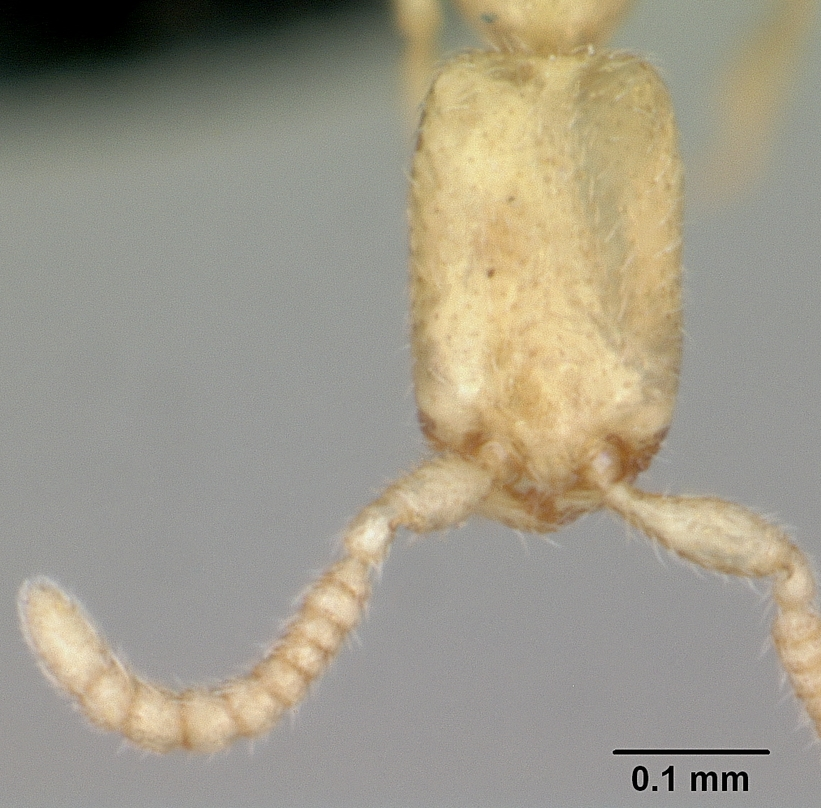
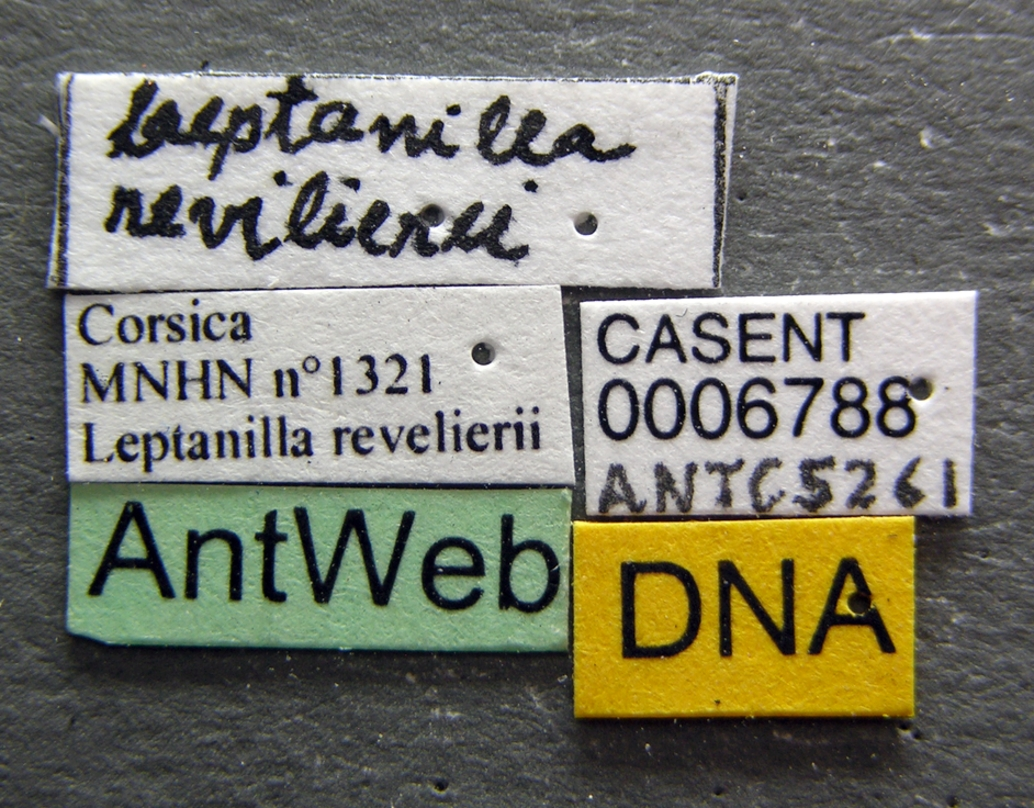
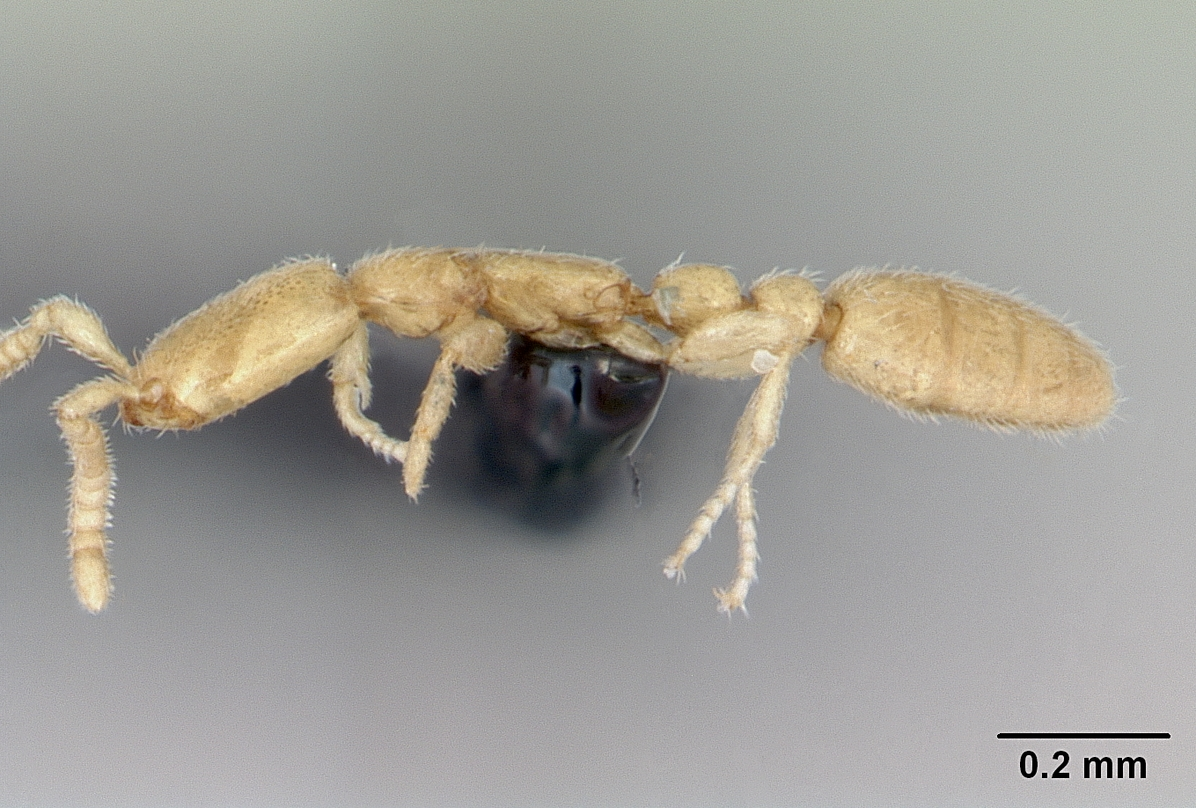